# Zespół Haima-Munka
Zespół Haima-Munka (ang. Haim-Munk syndrome) – rzadka choroba genetyczna. Podłożem molekularnym schorzenia jest mutacja w genie CTSC kodującym białko katepsyny C. Mutacje w tym samym genie objawiają się jako zespół Papillona-Lefèvre, są to zatem schorzenia alleliczne. Jednostkę chorobową opisano po raz pierwszy w 1965 roku w małej społeczności tzw. Czarnych Żydów (Cochin) w Indiach. Robert James Gorlin jako pierwszy zasugerował, że ten zespół i zespół Papillona-Lefevre są wariantami jednego schorzenia.